# 렙티스 마그나

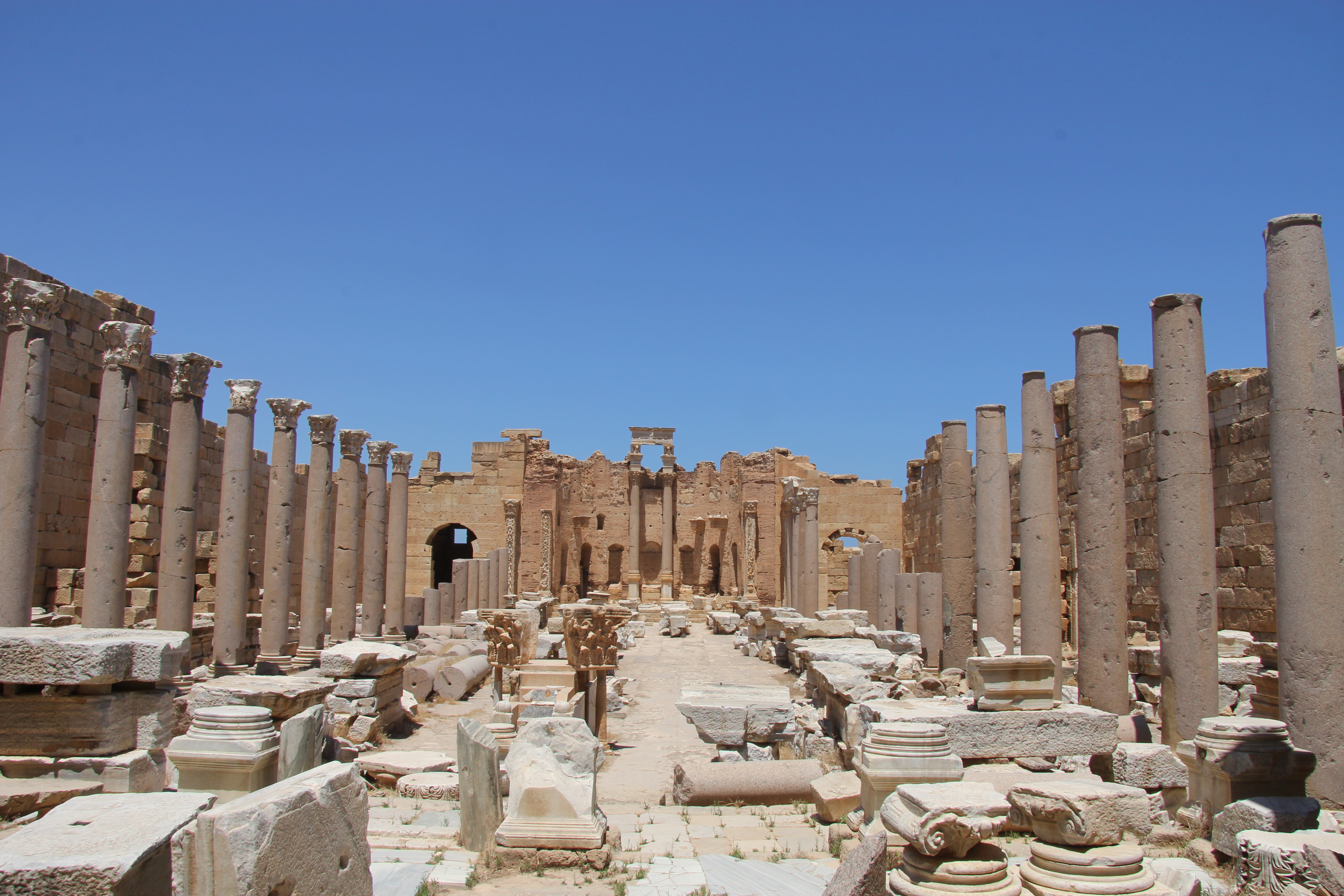

렙티스 마그나(Leptis Magna)는 지중해 와디렙다 입구의 고대 카르타고와 로만 리비아의 저명한 도시였다. 현재 행정구역 상 소재지는 무르쿠븢 훔스다. 고전 고대 때에는 다른 이름으로 불렸다.
기원전 7세기 페니키아에 의해 설립되었으며 이 도시에서 태어난 로마의 황제 셉티미우스 세베루스 하에 크게 확장되었다.
유적은 트리폴리에서 동쪽으로 130킬로미터 떨어진 오늘날의 리비아 훔스에 위치해 있다. 이것들은 지중해에서 가장 잘 보존된 로마 지역들에 속한다.